# Mönchwinkel
Mönchwinkel ist ein Ortsteil von Grünheide (Mark) südöstlich von Berlin im Landkreis Oder-Spree in Brandenburg.

## Geografie

### Lage

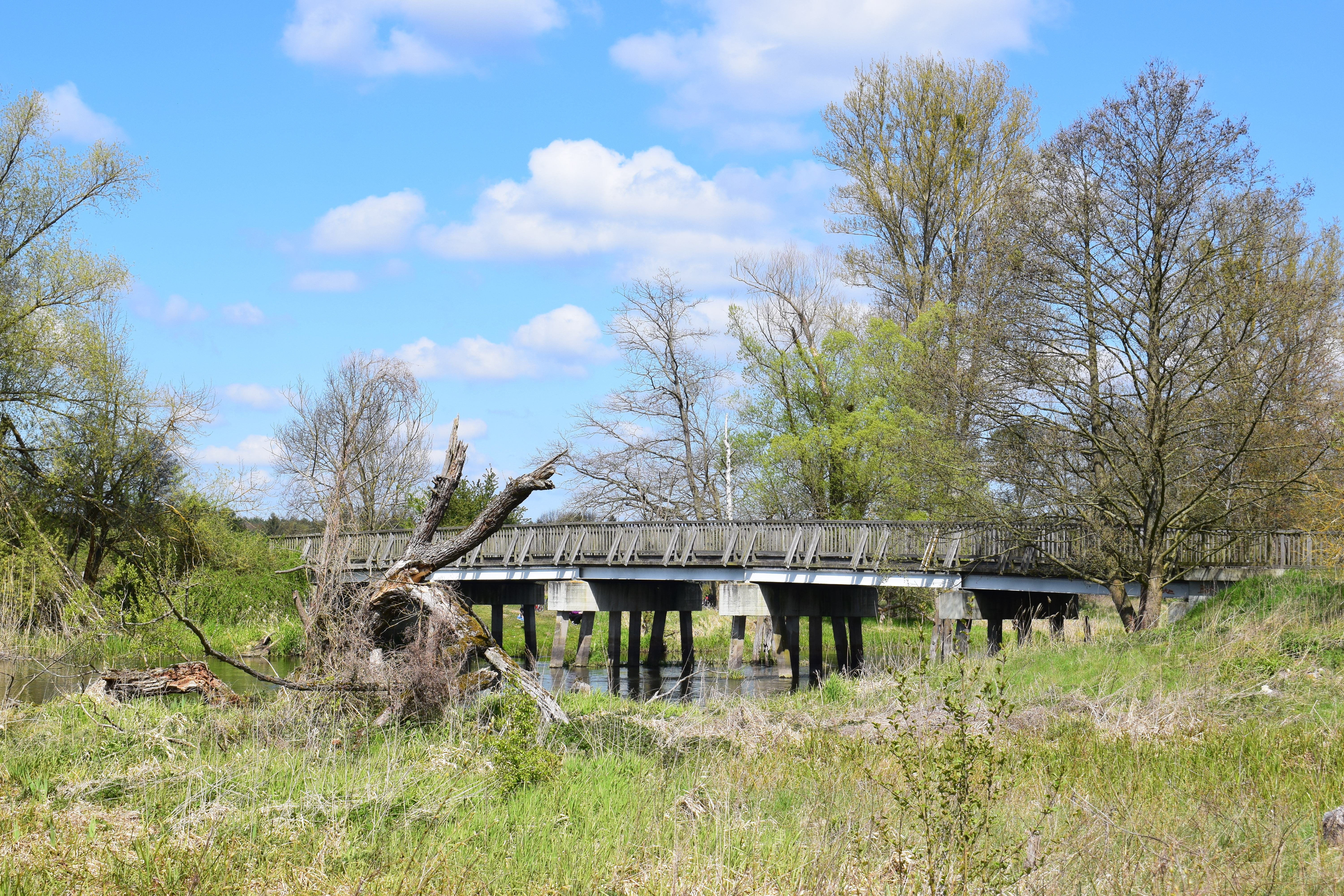
Spreebrücke bei Mönchwinkel

Mönchwinkel liegt rund 2,5 km westlich des Grünheider Ortsteils Kagel. Nordöstlich befindet sich der Gemeindeteil Wulkow, südwestlich der Gemeindeteil Spreewerder, der zum Grünheider Ortsteil Spreeau gehört. Die Spree fließt von Nordosten kommend in südwestlicher Richtung am Ort vorbei.

### Gemeindegliederung
Mönchwinkel besteht aus den Ortslagen (Alt) Mönchwinkel und Neu Mönchwinkel und dem sogenannten „Gutsviertel“ von Spreewerder sowie dem Bahnhaus Nr. 35, einem bewohnten ehemaligen Eisenbahnergebäude an der Verbindungsstrecke Berlin-Frankfurt (Oder), gelegen zwischen den Bahnhöfen Hangelsberg und Fangschleuse.

## Geschichte und Etymologie

### 15. bis 17. Jahrhundert
Im Jahr 1249 errichteten die Zisterzienser aus dem Kloster Zinna in Kagel ein Feldkloster, um ihren Einfluss der Region zu vergrößern. Sie betrieben dort Forstwirtschaft und Fischerei. Die erste urkundliche Erwähnung von Alt Mönchwinkel stammt aus dem Jahr 1471 als Flurname. Darin wurde berichtet, dass das Dorf Kagel ein eigenes Gehölz besaß, das „vom Dorf an bis zum Hohebruch und bis an den Mönchwinkel“ reichte (bis ahn den Mongkewinckel). Der Name leitet sich demnach, so die Gemeinde, nicht von den Mönchen ab. Vielmehr war den Ortsansässigen bewusst, dass das winkelförmige Stück Land den Zisterziensermönchen gehörte. Mit der Reformation kam das Kloster Zinna in den Besitz der Brandenburgischen Kurfürsten. Der Mönchwinkel gehörte als Wiese am Rand der Rüdersdorfer Heide zur Domäne Rüdersdorf. Die nächste Erwähnung des Mönnich Winckel stammt aus dem Jahr 1652. Zu diesem Zeitpunkt besaß der Dorfschulze aus Kagel im Mönchwinkel ein anderthalb Morgen (Mg) großes Stück Heideland sowie zwei Morgen Wiese am „Storkowschen Pfordt“ (Storkowfurt).

### 18. Jahrhundert
Im Jahr 1704 hatte sich der Teerbrenner Christoph Lehmann auf Münchewinckel niedergelassen. Einer seiner Nachfahren, Jürgen Lehmann, war im Jahr 1744 ebenfalls als Teerofenpächter tätig. Er betrieb außerdem Landwirtschaft und bewirtschaftete einen Acker, auf dem er zwei Scheffel Aussaat ausbrachte. Außerdem hatte er „etwas Wiese“ an der Spree, auf der er fünf bis sechs Fuder Heu erntete.
Auf Geheiß Friedrich II. entstanden 1749 zwei Kolonistenstellen im Rüdersdorfer Forst. Sie wurden mit Pfälzern aus Zweibrücken besetzt, die als Holzschläger und Teerbrenner arbeiteten (1750). Sie besaßen je eine 1 Mg 120 Quadratruten (QR) große Hofstelle mit Garten. Außerdem gab es einen 63 Mg großen, dreijährigen Acker sowie 16 Mg Wiese. Die neuen Bewohner lebten sich schnell ein und waren 1756 weiterhin als Holzschläger und Teerschweler tätig. Außerdem gab es einen Büdner im Dorf. Im Jahr 1773 waren zum Teerschweler J. Lehmann und einem Holzschläger sowie einem Büdner noch ein Paar und ein einzelner Einlieger hinzugekommen. Zwei Jahre später war eine Schäferei entstanden. Im Jahr 1798 gab es in Alt Mönchwinkel einen Förster, drei Büdner, einen Altsitzer, einen Hirten, einen Teerbrenner und zwei Hausleute oder Einlieger, die drei Feuerstellen (=Haushalte) betrieben. Auf Geheiß des Amtes Rüdersdorf entstand im Rüdersdorfschen Forst ein Vorwerk, das die Bezeichnung Neu Mönchwinkel erhielt. Es wurde mit zwei Büdnerhöfen und einem Schäfer besetzt; die insgesamt 13 Personen betrieben zwei Feuerstellen. Nordöstlich gab es ein Gehöft, das als Büttlers Eck bezeichnet wurde.

### 19. Jahrhundert
Im Jahr 1801 bestand das Dorf Alt Mönchwinkel aus dem Vorwerk, der Kolonie und dem Teerofen. Dort lebten 23 Personen: drei Büdner, drei Einlieger und ein Teerbrenner, die zusammen drei Feuerstellen betrieben. In Neu Mönchwinkel lebten mittlerweile 13 Personen: sieben Büdner, sowie ein Schäfer, die zusammen zwei Feuerstellen betrieben. Bis zum Jahr 1840 waren in Alt Mönchwinkel zehn, in Neu Mönchwinkel drei Wohnhäuser entstanden, in denen 80 bzw. 21 Personen lebten. Ihre Anzahl wuchs auf 131 Personen im Jahr 1858 in Alt Mönchwinkel an. Das Dorf bestand aus der Kolonie mit zwei Abbauten Alte Holzablage sowie Gasthaus und Buhnenmeisterhaus sowie zwei öffentlichen, neun Wohn- und zwölf Wirtschaftsgebäuden. In Neu Mönchwinkel lebten zu dieser Zeit 28 Personen in zwei Wohnhäusern sowie vier Wirtschaftsgebäuden. Neu Mönchwinkel war mittlerweile ein Domänenvorwerk geworden; 1880 eröffnete eine Schule.

### 20. und 21. Jahrhundert

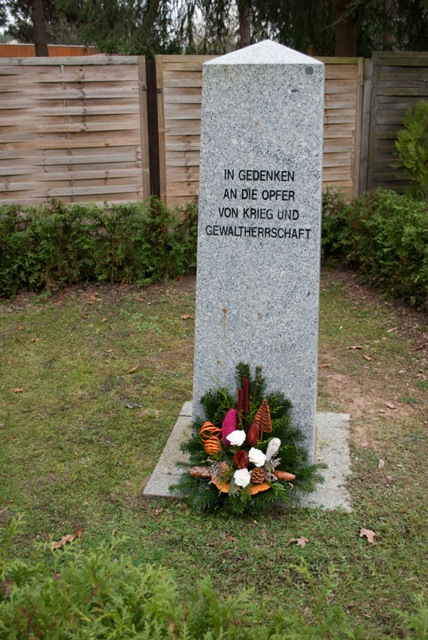
Gedenkstein Mönchwinkel

Viele Jahre gingen aber ins Land, bis am 31. März 1927 das preußische Staatsministerium bekannt gab, dass aus der Gemeinde Spreeau im damaligen Kreise Niederbarnim die Ortsteile Alt-Mönchwinkel und Neu-Mönchwinkel herausgetrennt und nunmehr mit dem Namen „Mönchwinkel“ eine eigenständige Landgemeinde bilden. Neu Mönchwinkel wurde dort 1932 Wohnplatz und 1957 ein Ortsteil von Mönchwinkel, während Alt Mönchwinkel lediglich im Jahr 1932 als Wohnplatz geführt wurde. Zwischenzeitlich wurde der Gutsbezirk Spreewerder im Jahr 1928 mit der Gemeinde Mönchwinkel vereinigt; ein Jahr später kamen Teile des Gutsbezirks Forstrevier Rüdersdorf hinzu. Mönchwinkel besaß somit als Landgemeinde im Jahr 1932 die Wohnplätze Alt Mönchwinkel mit Forsthaus, Neu Mönchwinkel und Spreewerder. Im Dorf standen 51 Wohnhäuser auf 195 Hektar (1931). Im Jahr 1939 gab es zwei land- und forstwirtschaftliche Betriebe mit einer Größe zwischen 20 und 100 Hektar, zwei zwischen 10 und 20 Hektar, einen zwischen 5 und 10 Hektar sowie 28 zwischen 0,5 und 5 Hektar. Zu dieser Zeit lebten 382 Personen im Dorf.
Nach dem Zweiten Weltkrieg lebten im Jahr 1946 insgesamt 355 Personen im Dorf, ebenso 1964. Im Jahr 1969 bestand die Revierförsterei Mönchwinkel des staatlichen Forstwirtschaftsbetriebs Fürstenwalde. Bis 1971 war die Anzahl der Einwohner auf 318 Personen gesunken.
Mit der Kommunalwahl am 26. Oktober 2003 wurde im Zuge der Gemeindegebietsreform im Land Brandenburg die Gemeinde Mönchwinkel nach Grünheide (Mark) eingemeindet. Man klagte zwar gemeinsam mit den Nachbargemeinden Hangelsberg und Spreeau gegen die Reform aber scheiterte dann vor dem Landesverfassungsgericht ohne Anhörung.

### Mönchwinkels Bauern
Schon von Anfang an war Mönchwinkel vor allem von Land- und Forstwirtschaft geprägt und Bauernfamilien machten einst den Großteil der Bevölkerung aus. So gehörte das jährliche Erntefest zu den Hauptereignissen im Dorfleben. Nicht alle Bauern führten ihren Hof jedoch Hauptberuflich und gingen nebenbei, Tagsüber noch einer Beschäftigung bei der Forst und Reichsbahn nach oder boten ihr Pferdefuhrwerk im Rahmen eines Fuhrunternehmens anderen Leuten an. Große Veränderungen gab es dann mit Gründung der LPG in der DDR von der auch Mönchwinkels Bauern betroffen waren, einige machten weiter und andere, die fast im Rentenalter waren, hörten einfach auf. In einer Einladung zu einer Bauernversammlung zusammen mit dem Gemeinderat sind 1954 noch vor LPG-Gründung folgende Bauernhöfe erwähnt: Georg Maschlonkowski, Wilhelm Hönow, Johann Briesenick, Otto Lenz, Helmut Kotzan, Albert Bülow, Otto Thieme, Margarete Stahnke, Arthur Müller, Karl Tabbert, Karl Kaminski, Walter Lucke.
Davon führten die Bauern Maschlonkowski, Hönow, Briesenick und Kotzan ihre Betriebe hauptberuflich, die größeren Nebenbauernstellen hatten Karl Kaminski, der im Ort die Fleischerei betrieb. Otto Lenz, der hauptsächlich von seiner Gastwirtschaft lebte und Otto Thieme, der nebenher für die Forst, für den für die Spree zuständigen Fischer arbeitete und als Fuhrunternehmer tätig war. Nicht zu vergessen Bauernhof Bülow, welcher noch einer der größeren war. Spätestens nach 1990 hörten dann auch die meisten anderen Bauernhöfe, die oft dann schon von den Erben geführt wurden, auf zu existieren.
Heute betreiben die Nachfahren der Bauern die Landwirtschaft allenfalls noch nebenher. Auf dem Maschlonkowski-Hof war noch bis 2016 ein Großneffe mit einem Lohnbetrieb hauptberuflich tätig. Als er seinen Betrieb einstellen musste, ging dort eine Epoche zu Ende. Der Urenkel von Thieme aktivierte im April 2017 den 1992 abgemeldeten Nebenerwerbsbetrieb und bewirtschaftet ca. 40 ha Grünland, produziert Eier in Freilandhaltung und mästet Schafe und Schweine. Es ist der einzig verbliebene Landwirtschaftsbetrieb im Ort.
Freizeitliche Hobbyviehhaltung, zumeist von Pferden, von Hühnern, Kaninchen, Schafen und Schweinen, führen von den alten Bauernfamilien nur noch ein Neffe von Maschlonkowski, ein Enkel von Kotzan sowie ein Enkel von Lenz. Alle anderen Höfe wurden verkauft, dem Verfall überlassen oder nur noch zum Wohnen genutzt. Neu hinzu kamen Herr Blask, der heute Federvieh und Schweine hält. Abschließend kann man also sagen, ganz ist die Tradition noch nicht verschwunden.

## Politik

### Ortsbeirat
Der Ortsbeirat Mönchwinkel besteht aus 3 Personen.
- Einzelwahlvorschlag: 1 Sitz (245 Stimmen, 43,21 %) Mandatsträger: Ute Thieme, parteilos
- Bündnis LOS für Vernunft und Gerechtigkeit*: 1 Sitz (160 Stimmen, 28,21 %) Mandatsträger: Wolfgang Scharmer, BSW
- CDU: 1 Sitz (85 Stimmen, 14,99 %) Mandatsträger: Martin Fritsch, CDU

- Mit dem Bündnis LOS trat eine regionale Unterstützergruppe der neu gegründeten Partei Bündnis Sahra Wagenknecht (BSW) zur Kommunalwahl an.

(Stand: Kommunalwahl vom 9. Juni 2024)

### Gemeindevertretung

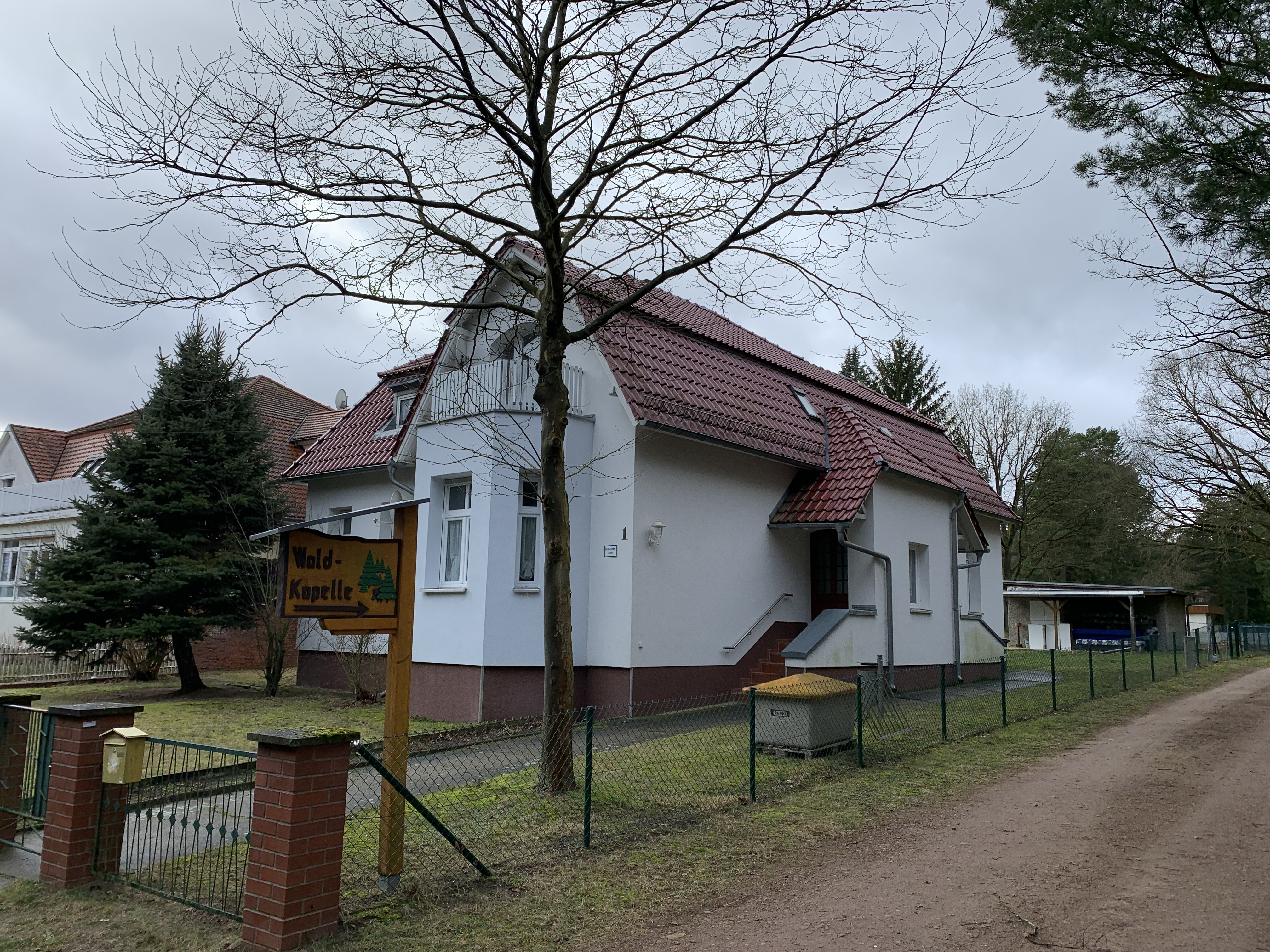
Gemeindehaus

Seit 26. Oktober 2003 hat Mönchwinkel keine eigene Gemeindevertretung mehr.
Aus Mönchwinkel ist in der Gemeindevertretung Grünheide (Mark) seit der Kommunalwahl am 9. Juni 2024 momentan keine Person vertreten.

### Kreistag Oder-Spree
Seit 6. Dezember 1993 gehört Mönchwinkel zum Landkreis Oder-Spree.
Seit der Kommunalwahl 2014 und erneuten Wiederwahlen 2019 und 2024 ist aus Mönchwinkel, Tobias Thieme mit Sitz im Kreistag vertreten. Von 2014 bis 2024 war er zusätzlich 1. stellvertretender Vorsitzender des Kreistages Oder-Spree.

### Landtagswahlen 2024
Zu den landesweiten Wahlen zum Landtag Brandenburg treten auf der Landesliste des Bündnis Sahra Wagenknecht die Mönchwinkeler Tobias Thieme (Listenplatz 19) und Wolfgang Scharmer (Listenplatz 28) an.

### Ratsvorsitzende/Bürgermeister/Ortsvorsteher seit 1978
Im Laufe der Jahre haben sich durch verschiedene und sich stets verändernde Gesetzgebungen auch die Amtsbezeichnungen des Ortsoberhauptes geändert, der Aufgabenkreis blieb jedoch über die Jahre hinweg etwa der Gleiche. Anhand der kurzen Amtsperioden der Bürgermeister zwischen 1989 und 1994 erahnt man, dass auch an einem kleinen Ort wie Mönchwinkel, die Zeit der Wiedervereinigung und Aufarbeitung der DDR-Vergangenheit nicht spurlos vorbeigegangen ist.

#### Ortsvorsteher (seit 2003)
| Nr. | Name          | Amtsbeginn | Amtsende | Stellvertreter                |
| --- | ------------- | ---------- | -------- | ----------------------------- |
| 19  | Ute Thieme    | 2008       | 20??     | Wolfgang Scharmer (seit 2024) |
| 18  | Annette Weise | 2003       | 2008     | Andy Pankow                   |

#### Ehrenamtlicher Bürgermeister (bis 2003)
| Nr. | Name             | Amtsbeginn | Amtsende | Stellvertreter |
| --- | ---------------- | ---------- | -------- | -------------- |
| 18  | Annette Weise    | 1998       | 2003     | Werner Thieme  |
| 17  | Lutz Leder       | 1994       | 1998     | Annette Weise  |
| 16  | Egon Pankow      | 1991       | 1994     | Lutz Leder     |
| 15  | Günt(h)er Kunert | 1989       | 1991     | Egon Pankow    |

#### Vorsitzender des Rates der Gemeinde (bis 1989)
| Nr. | Name                | Amtsbeginn | Amtsende | Stellvertreter      |
| --- | ------------------- | ---------- | -------- | ------------------- |
| 14  | Steffen Vogel       | 1989       | 1989     | Werner Thieme       |
| 13  | Gerhard Block       | 1978       | 1989     | Werner Thieme       |
| 12  | Burkhard Fraissinet | 1974       | 1978     | Gerhard Block       |
| 11  | Margarete Gräf      | 1968       | 1974     | Burkhard Fraissinet |
| 10  | Walter Habermann    | 1952       | 1968     |                     |
| 9   | Ernst Amthor        | 1952       | 1952     |                     |
| 8   | Alex Cuba           | 1952       | 1952     |                     |
| 7   | Herr Meng           | 1950       | 1951     |                     |
| 6   | August Nehls        | 1948       | 1949     |                     |

#### Bürgermeister (bis 1948)

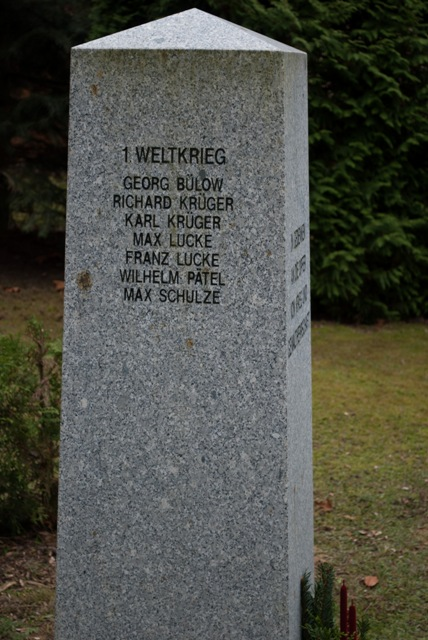
1. WK

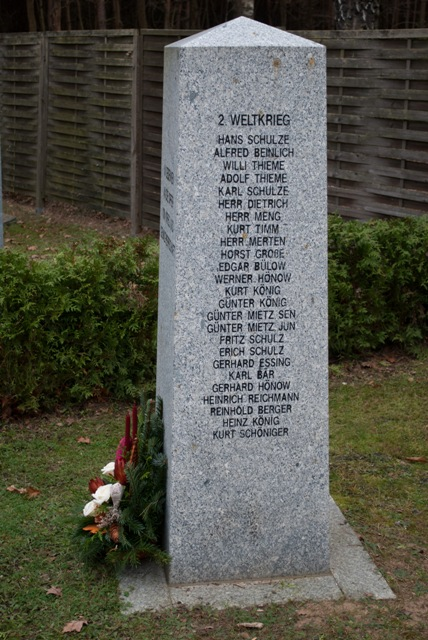
2. WK

| Nr. | Name           | Amtsbeginn | Amtsende | Stellvertreter |
| --- | -------------- | ---------- | -------- | -------------- |
| 5   | Paul Kremkau   | 1945       | 1948     |                |
| 4   | Fritz Rasp     | 1945       | 1945     |                |
| 3   | Ludwig Haas    | 1944       | 1945     |                |
| 2   | Richard Muntus | 1935       | 1944     |                |
| 1   | Paul Gürndt    | 1925       | 1935     |                |

## Kultur und Sehenswürdigkeiten

### Persönlichkeiten
- Fritz Rasp (1891–1976), Schauspieler, wohnte während seiner Zeit in Berlin im eigenen Haus in Mönchwinkel. Seine Tochter war die Schriftstellerin Renate Rasp. Auf einigen erhaltenen Dokumenten, Unterzeichnete Fritz Rasp als erster Nachkriegsbürgermeister von Mönchwinkel, u. a. stellte er Passierscheine aus.
- Ernst Höfner (1929–2009) war von 1981 bis 1989 Minister der Finanzen der DDR. Wohnte bis zu seinem Tod, während der Sommerzeit in seiner Datsche, im zu Mönchwinkel gehörenden Gemeindeteil Neu-Mönchwinkel.
- Renate Rasp (* 1935; † 21. Juli 2015), Schriftstellerin und Schauspielerin, Tochter des Schauspielers Fritz Rasp, späteres Mitglied der Gruppe 47 verbrachte ihre Kindheit und Jugend im Mönchwinkler Haus ihres Vaters. Nach Ihrem Tod wurde ein Brite Universalerbe, dieser veräußerte das Anwesen an einen Berliner.

### Naturdenkmäler
Auf dem Gebiet des Dorfes befindet sich der Störitzsee und ein Freibiotop. Außerdem die langgestreckte Spreeniederung entlang der Müggelspree.

### Geschichtsdenkmale
- Gedenkstein für die Opfer von Krieg und Gewaltherrschaft auf dem Hauptfriedhof am Gemeindehaus
- Heimatmuseum im Ortsteil Neu Mönchwinkel Neue Spreeauerstraße 32, ehemalige Schule des Ortes (bis 1975)
- Friedenseiche im Ortskern (wahrscheinlich genau Ortsmitte, gepflanzt etwa 1870/1871 zur Reichsgründung)
- Lenzhof am Ende der Spreestraße, als ursprüngliche bauliche Substanz des Ortes
- Schloss Schmenkel sowie Bauernhof Maschlonkowski (spätere LPG) im zu Mönchwinkel gehörenden Gutsviertel von Spreewerder

### Heimatmuseum

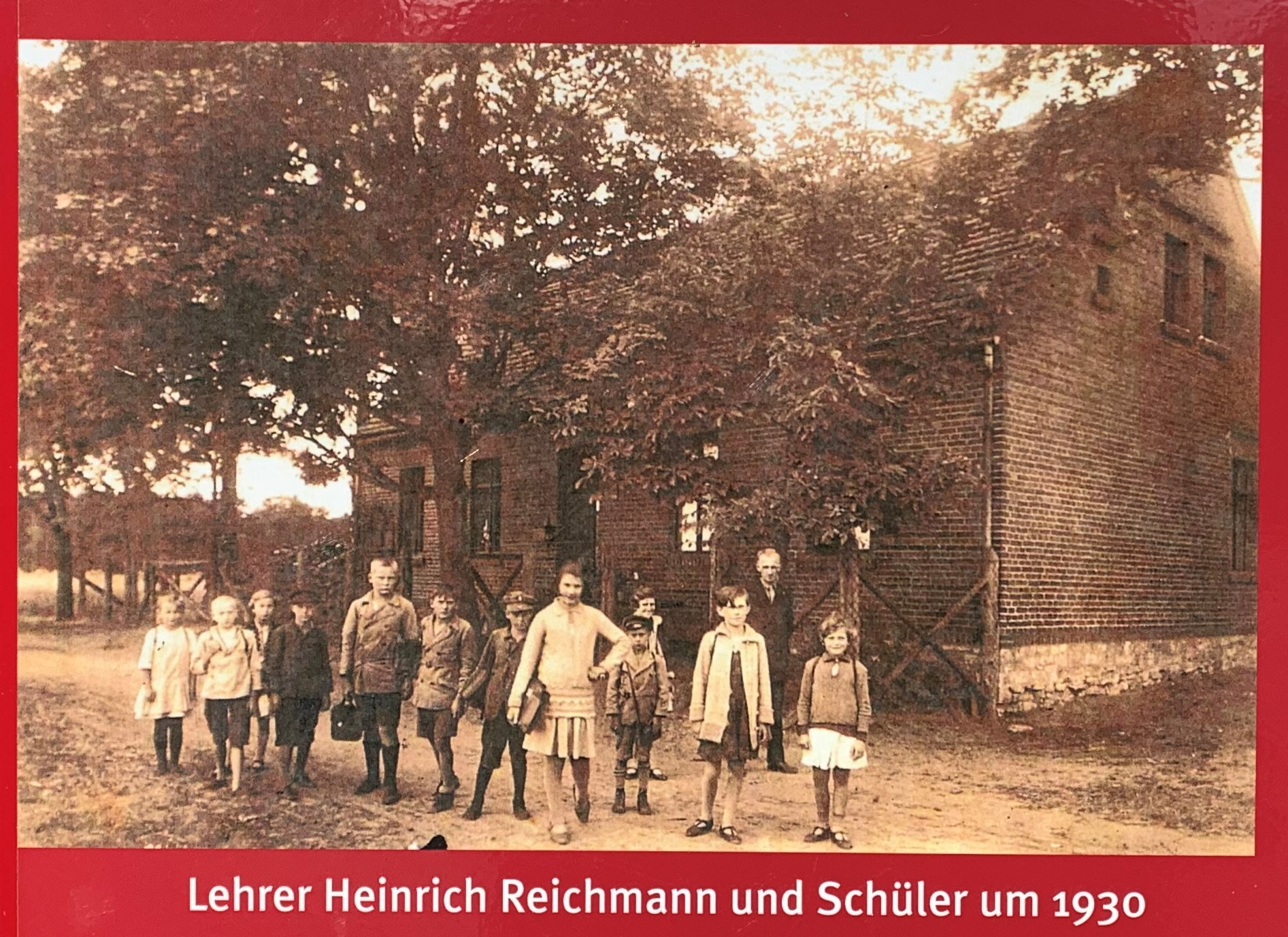
Heimatmuseum, um 1930

Die Alte Schule Mönchwinkel nahm im Jahr 1880 ihren Betrieb auf. Unterrichtet wurden bis zu 120 Kinder im Alter von 6 bis 14 Jahren – zunächst in einem einzigen Klassenraum. Im Volksmund trug die Schule den Namen Pantinenschule, da die Kinder mit Pantinen den Schulweg absolvierten. Nach dem Zweiten Weltkrieg waren Fenster und Türen schwer beschädigt. Mit Unterstützung der Bewohner konnte der Schulbetrieb aber noch im Jahr 1945 wieder aufgenommen werden. Der Schulbetrieb wurde 1975 eingestellt; die Kinder aus dem Ort gehen seit dieser Zeit in die Nachbarorte nach Hangelsberg, Grünheide (Mark) und Fürstenwalde/Spree. Nach der Wiedervereinigung wurde das Gebäude saniert und am 12. April 1998 als Heimatmuseum eröffnet. Gezeigt werden Exponate aus den Bereichen Land- und Forstwirtschaft, Handwerk, Schule, Küche, Waschküche, Schlafkammer, Schuhmacherhandwerk und DDR-Alltag.

### Vereine/Organisationen
- Freiwillige Feuerwehr Mönchwinkel
- DFD Landfrauengruppe Mönchwinkel
- Interessengemeinschaft Seniorengruppe
- Schneckenverein Mönchwinkel e. V. (Heimatverein)
- Anglerverein Mönchwinkel e. V.